# Ору-Верди-ди-Гояс
Ору-Верди-ди-Гояс (порт. Ouro Verde de Goiás) — муниципалитет в Бразилии, входит в штат Гояс. Составная часть мезорегиона Центр штата Гойас. Входит в экономико-статистический микрорегион Анаполис. Население составляет 4431 человек на 2006 год. Занимает площадь 209,679 км². Плотность населения — 21,1 чел./км².

## Статистика
- Валовой внутренний продукт на 2003 год составляет 21 044 859,00 реалов (данные: Бразильский институт географии и статистики).
- Валовой внутренний продукт на душу населения на 2003 год составляет 4785,10 реалов (данные: Бразильский институт географии и статистики).
- Индекс развития человеческого потенциала на 2000 год составляет 0,719 (данные: Программа развития ООН).